# Сердюк Яків Трохимович
Яків Трохимович Сердюк (нар. 1905, Полтавська губернія — ?) — український радянський партійний діяч, секретар Дрогобицького обласного комітету КП(б) України по пропаганді і агітації.

## Біографія
Народився в селянській родині на Полтавщині. Працював у сільському господарстві, кілька років наймитував.
Член ВКП(б).
До листопада 1939 року — секретар партійної організації КП(б)У і член колегії Народного комісаріату юстиції Української РСР.
Після «приєднання» Західної України до УРСР, постановою Політичного бюро ЦК КП(б)України (№ 860-оп) 27 листопада 1939 Сердюк був призначений секретарем Дрогобицького обласного комітету КП(б) України по пропаганді.
У листопаді 1939 — лютому 1941 року — секретар Дрогобицького обласного комітету КП(б) України по пропаганді і агітації. У лютому 1941 року вибув з Дрогобицької області в розпорядження ЦК КП(б)У.
Подальша доля невідома.